# نظامي الكنجوي
نظامي الكنجوي (ت. 596 هـ) شاعر مسلم من القرن الثاني عشر. يعتبر نظامي أعظم شاعر ملحمي رومانسي في الأدب الفارسي، يعود له الفضل في جلب الأسلوب العامي الواقعي للملحمة الفارسية. يحظى تراثه بتقدير ومشاركة على نطاق واسع في كل من أفغانستان، جمهورية أذربيجان، إيران، إقليم كردستان وطاجيكستان.

## حياته
وُلد نظامي لعائلة فارسية، واسمه إلياس واسمه المستعار المختار هو نظامي. ينحدر من خلفية حضرية من مدينة كنجة الواقعة في الإمبراطورية السلجوقية (جمهورية أذربيجان حاليًا)، ويعتقد أنه قضى حياته كلها في منطقة جنوب القوقاز. ذكر المؤرخ الأرمني كيراكوس غاندزاكيتسي (1200 - 1271) أن كنجة كانت مدينة يسكنها الإيرانيون في الغالب خلال تلك الفترة، كما أشار إلى أنها كانت مكتظة بالسكان بالإيرانيين وأقلية من المسيحيين. لم يكن نظامي شاعرًا في البلاط الملكي لذا فإسمه لا يظهر في سجلات السلالات الحاكمة. تشير التذاكر (وهي مجموعات من المذكرات الأدبية التي تشمل أقوال الشعراء العظماء إلى جانب معلومات السيرة الذاتية) إلى نظامي بشكل مختصر جدًا، تستند الكثير من المواد المذكورة في هذه التذاكر على أساطير وحكايات وإشاعات، وبالتالي لا يُعرف سوى القليل من الحقائق عن حياة نظامي، تعتبر أعماله الأدبية المصدر الرئيسي للمعلومات عنه، لكنها لا تقدم سوى القليل من المعلومات عن حياته الشخصية.
تزوج نظامي ثلاث مرات وقد صرح بأن أولى زوجاته كانت تدعي آفاق ومنها أنجب ابنه الوحيد محمد. و قد توفيت هذه الزوجة في عام 581 و هي شابة ففجع بوفاتها لشدة تعلقه بها. ثم تزوج بالثانية التي ماتت هي الأخرى عام 584. فتزوج بالثالثة التي توفيت في عام 599 هـ. و قد أشار الشاعر في تألم إلى زوجاته وفراقهن له واحدة بعد الأخرى في أشعاره.

## مكانته
يعتبر نظامي شاعر موهوب، يعترف بها جميع النقاد من الفرس وغيرهم على السواء وقد اعترف له بذلك كتاب التراجم ومن بينهم عوفي وحمد الله المستوفي ودولتشاه سمرقندي ولطف علي بيك وكذلك الشعراء ومن بينهم سعدي الشيرازي وحافظ الشيرازي وعبد الرحمن الجامي وعصمت البخاري.

## مؤلفاته
من أشهر مؤلفاته پنج گنج والتي تعني الكنوز الخمسة والتي تتألف من خمسة منظومات قصصية.
1. مخزن الأسرار: هي منظومة صوفية تشتمل على كثير من النكات والحكايات على أسلوب حديقة الحقيقة التي ألفها سنائي أو على أسلوب المثنوي المعنوي الذي كتبه فيما بعد جلال الدين الرومي. وهي تشتمل على كثير من المقدمات في المناجاة والحمد، يعقبها عشرون مقالة كل واحدة منها تتعلق بموضوع فقهي أو أخلاقي يتناوله الشاعر أولاً من الناحية النظرية والمعنوية، ثم يصوره بعد ذلك بحكاية من الحكايات.
2. خسرو وشيرين: في هذه القصة يجري نظامي على نسق الفردوسي من ناحية الموضوع والصياغة. وموضوع قصته يشتمل على مخاطرات الملك الساساني كسرى الثاني وغرامه مع معشوقته الجميلة شيرين، ونهاية منافسه التعيس فرهاد، وقد اعتمد نظامي في هذه القصة على المصادر التي اعتمد عليها الفردوسي من قبل أو على مصادر أخرى شبيهة بها، ولكنه تناولها بطريقة أخرى، ابتعد فيها عن الدراسة الموضوعية، فاستطاع أن يخرجها قصة غرامية بعكس الفردوسي فإنه أخرجها قصة حماسية. وهذه المنظومة تشتمل على ما يقرب 7000 بيت.
3. ليلى ومجنون:و هذه القصة لا تحدث وقائعها في إيران بل تقع حوادثها في بلاد العرب وهي لا تمثل شخصية ملكية، بل تمثل شخصين عاديين من عرب الصحراء أحدهما هو البطل والآخر هو الفتاة المعشوقة. ولكن نظامي استطاع أن يصبغها بالصبغة الفارسية وقد أختار لها وزن الهزج المسدس الأحزب القبوض المحذوف. وتشتمل على أكثر من 4000 بيت.
4. هفت پيكر (العروش السبعة): آخر المثنويات التي أنشدها نظامي ويشتمل على أكثر من 50000 بيت من الشعر. وموضوع هذه المثنوية مشابه لموضوع خسرو وشيرين في كونه متعلقا بقصة خاصة بأحد الملوك الساسانيين وهو بهرام جور.
5. إسكندرنامه (كتاب الإسكندر المقدوني): هذه هي المثنوية الخامسة من مثنويات نظامي وهي مكتوبة في وزن المتقارب وهو الوزن الذي كتب فيه أكثر الشعر القصصي الفارسي. وهذه المثنوية مقسمة إلي قسمين. الأول منهما يسمي إقبالنامه والثاني يسمي خردنامه.
6. ديوان: فان للنظامي ديوان من الغزليات والموشحات والقصائد يبلغ العشرين ألف بيت وقد كتب نظامي ديوانه في سنة 584 ه.

## معرض الصور

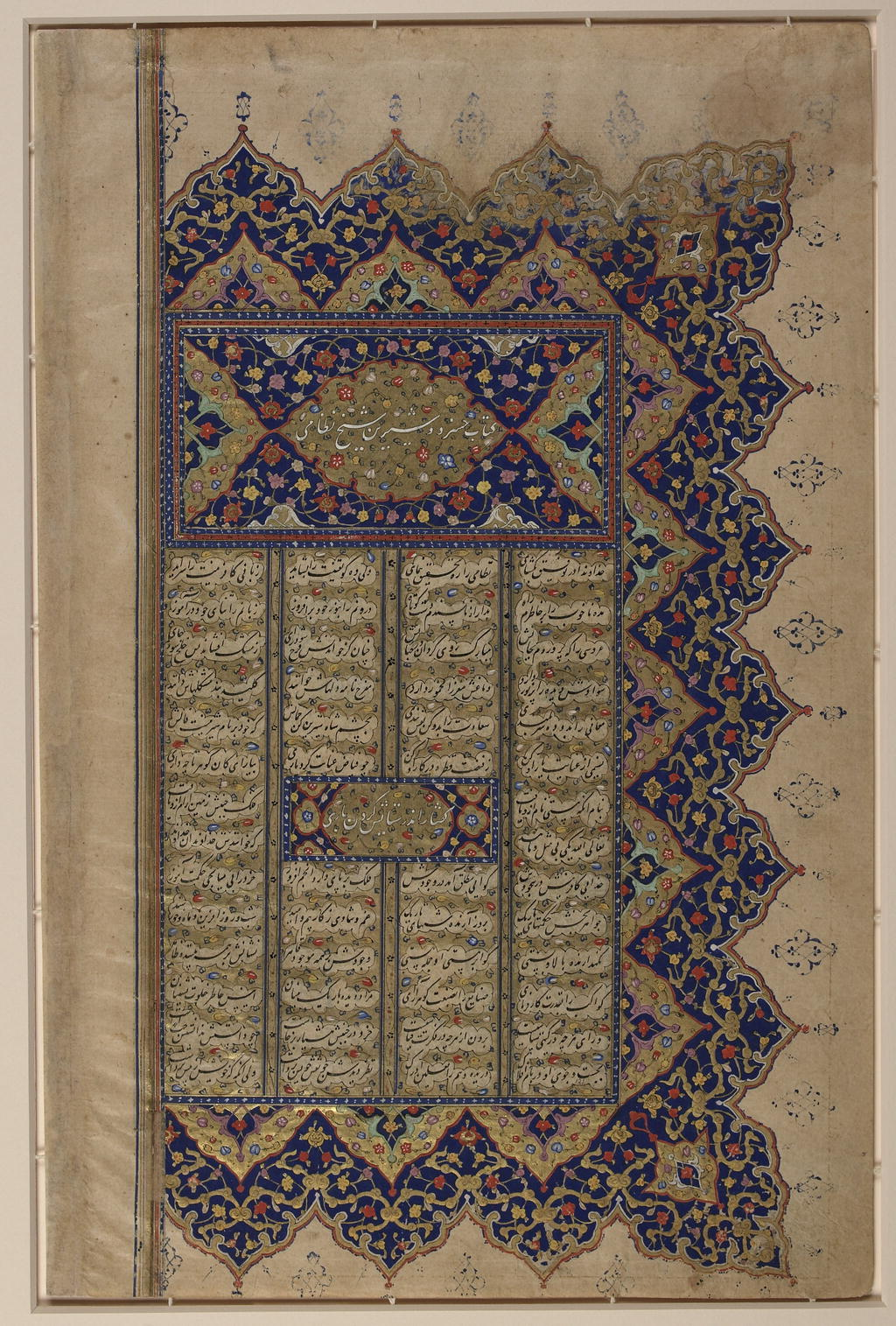
الصفحة الأولى من كتاب خسرو وشيرين لنظامي الكنجوي
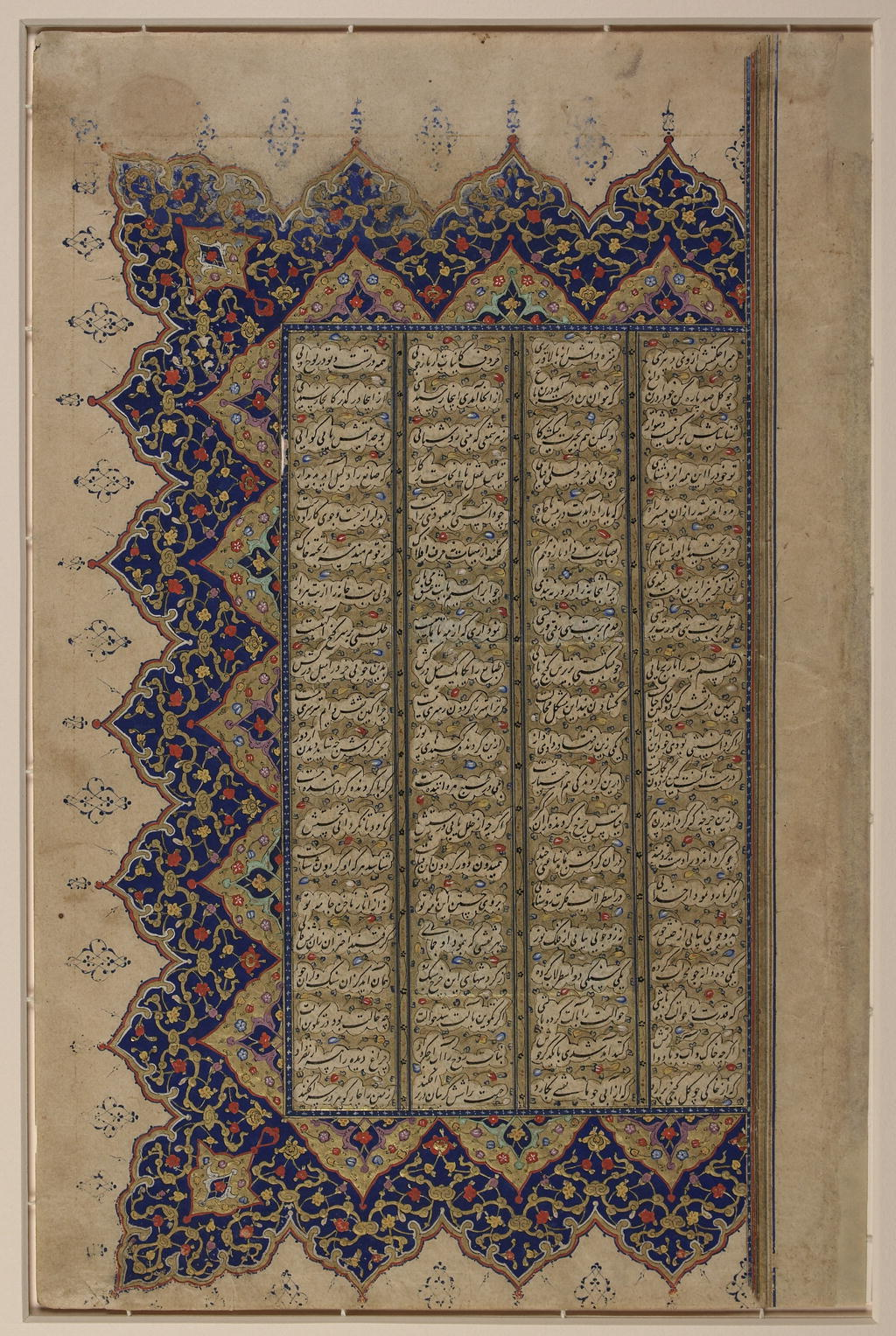
الصفحة الثانية من كتاب خسرو وشيرين لنظامي الكنجوي
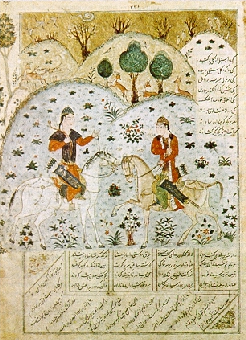
صفحة من كتاب خسرو وشيرين لنظامي الكنجوي
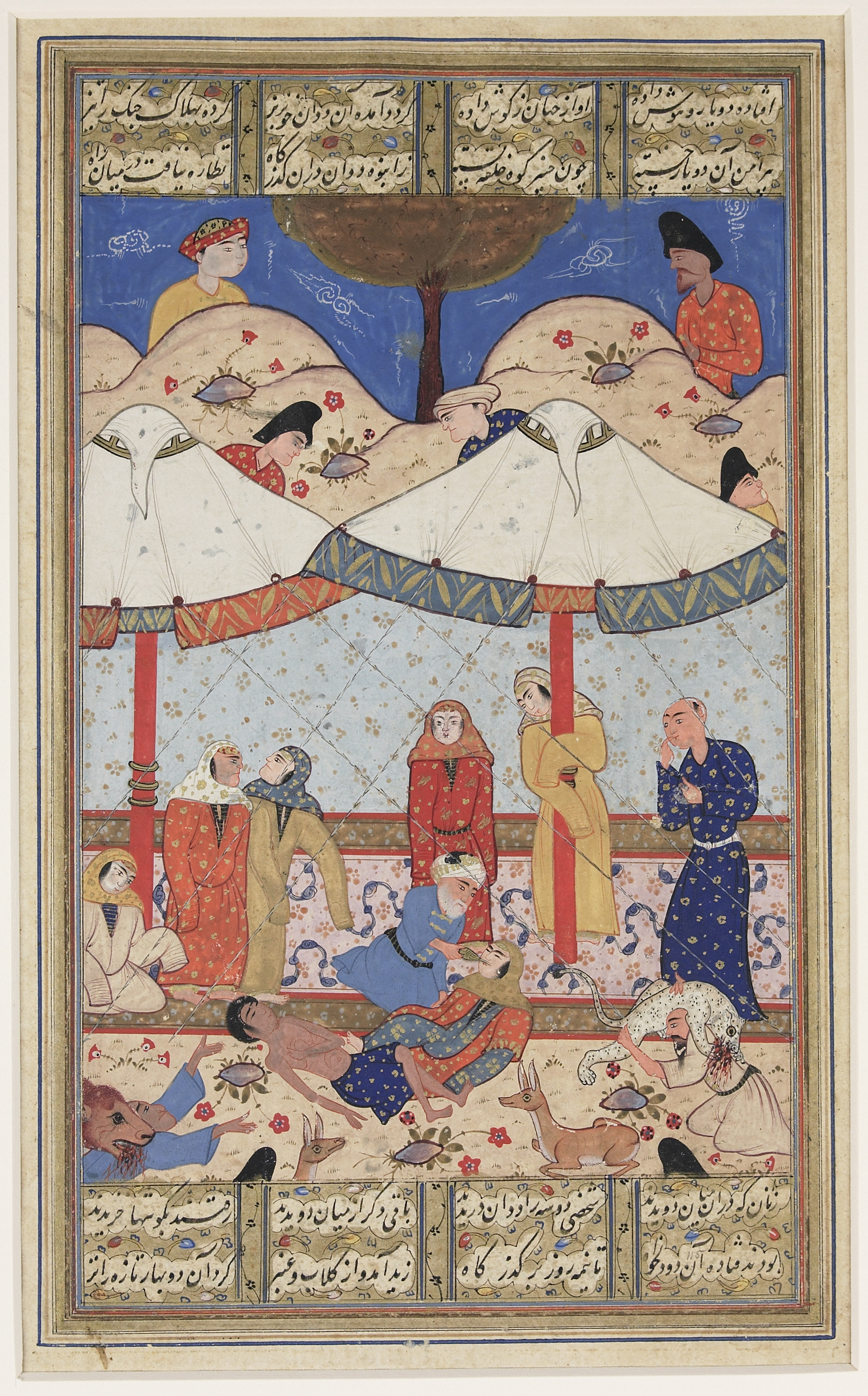
صفحة من كتاب ليلى ومجنون لنظامي الكنجوي
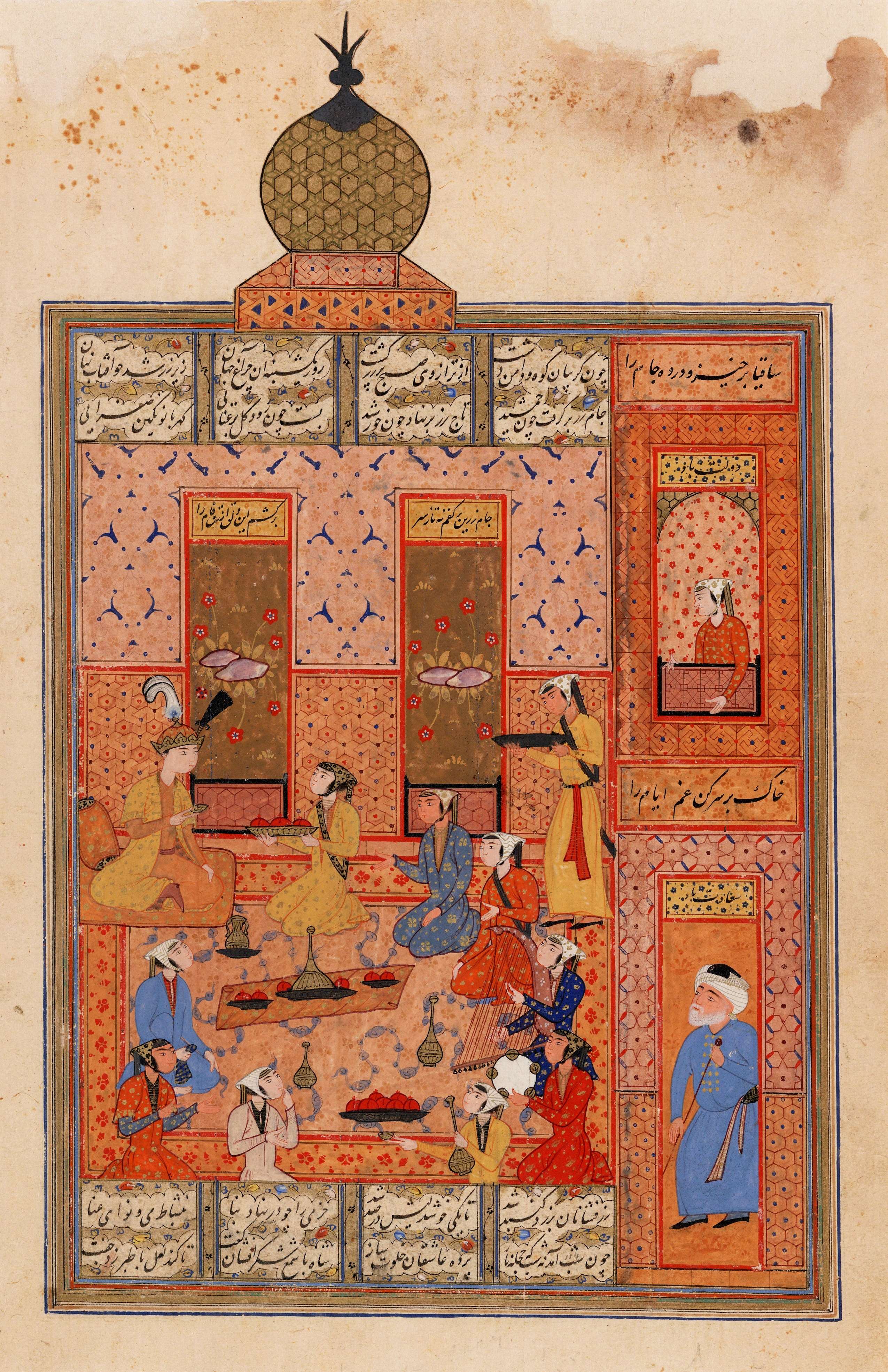
صفحة من كتاب هفت پيكر لنظامي الكنجوي
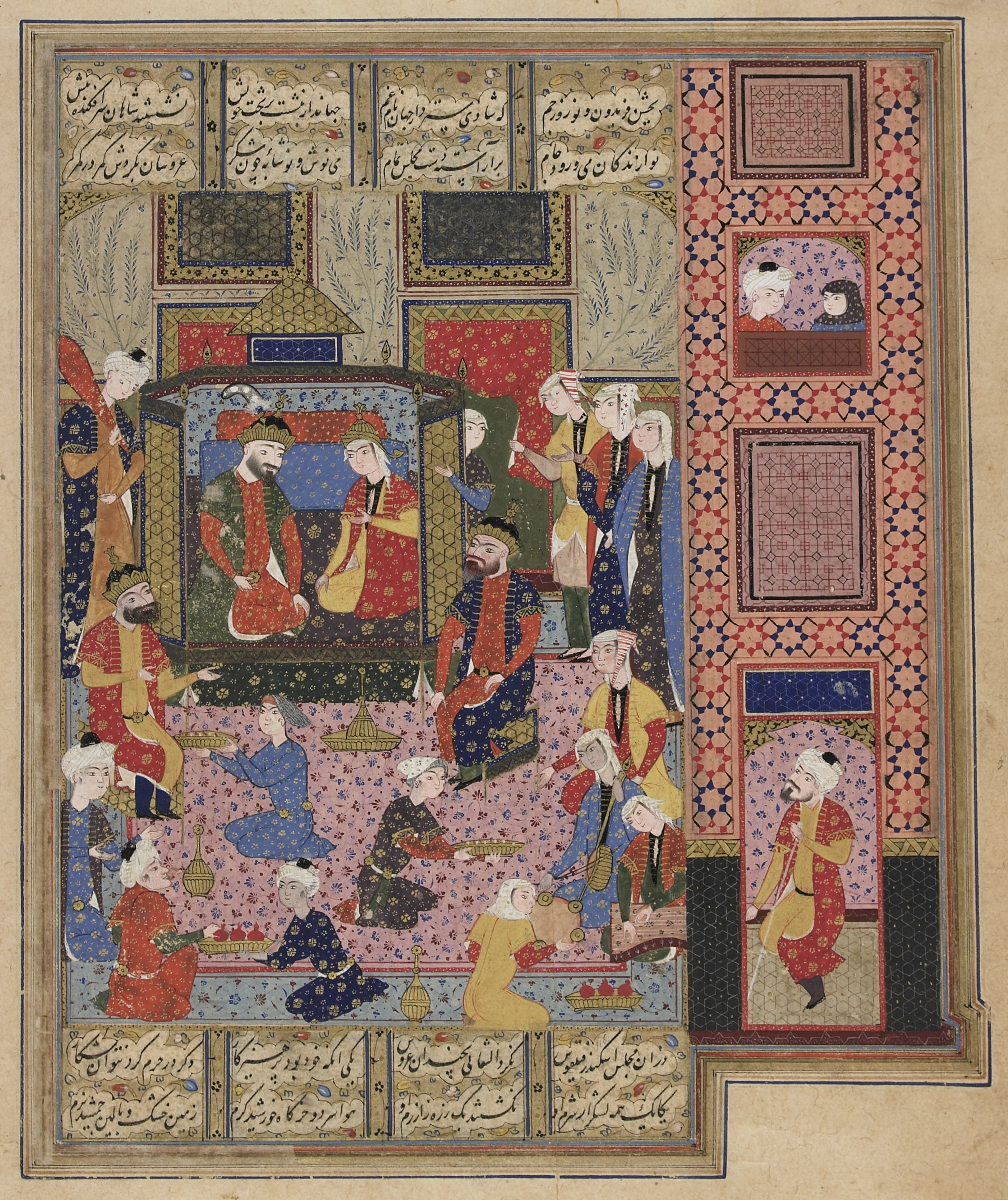
صفحة من كتاب إسكندرنامه لنظامي الكنجوي
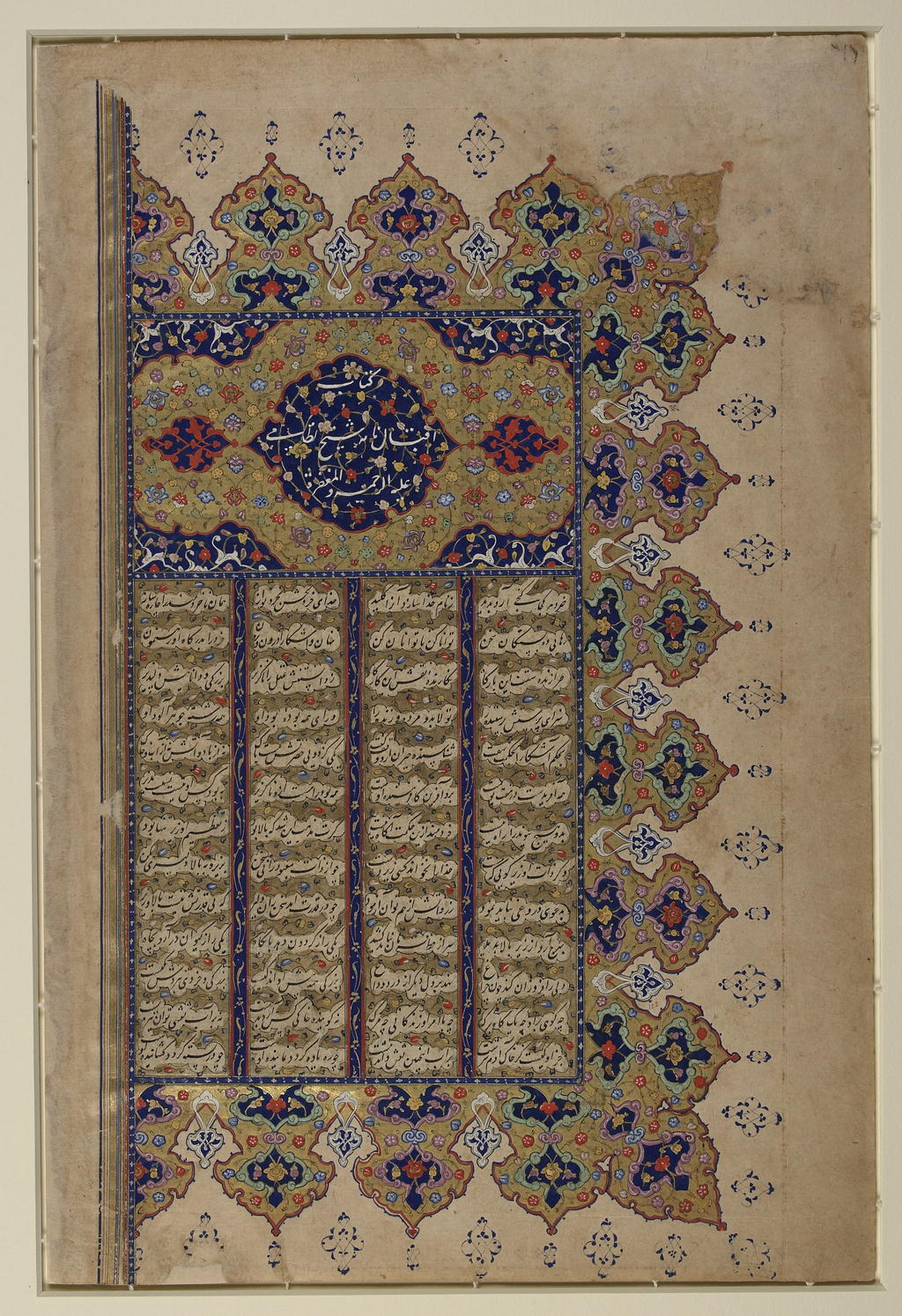
الصفحة الأولى من كتاب إقبالنامه لنظامي الكنجوي
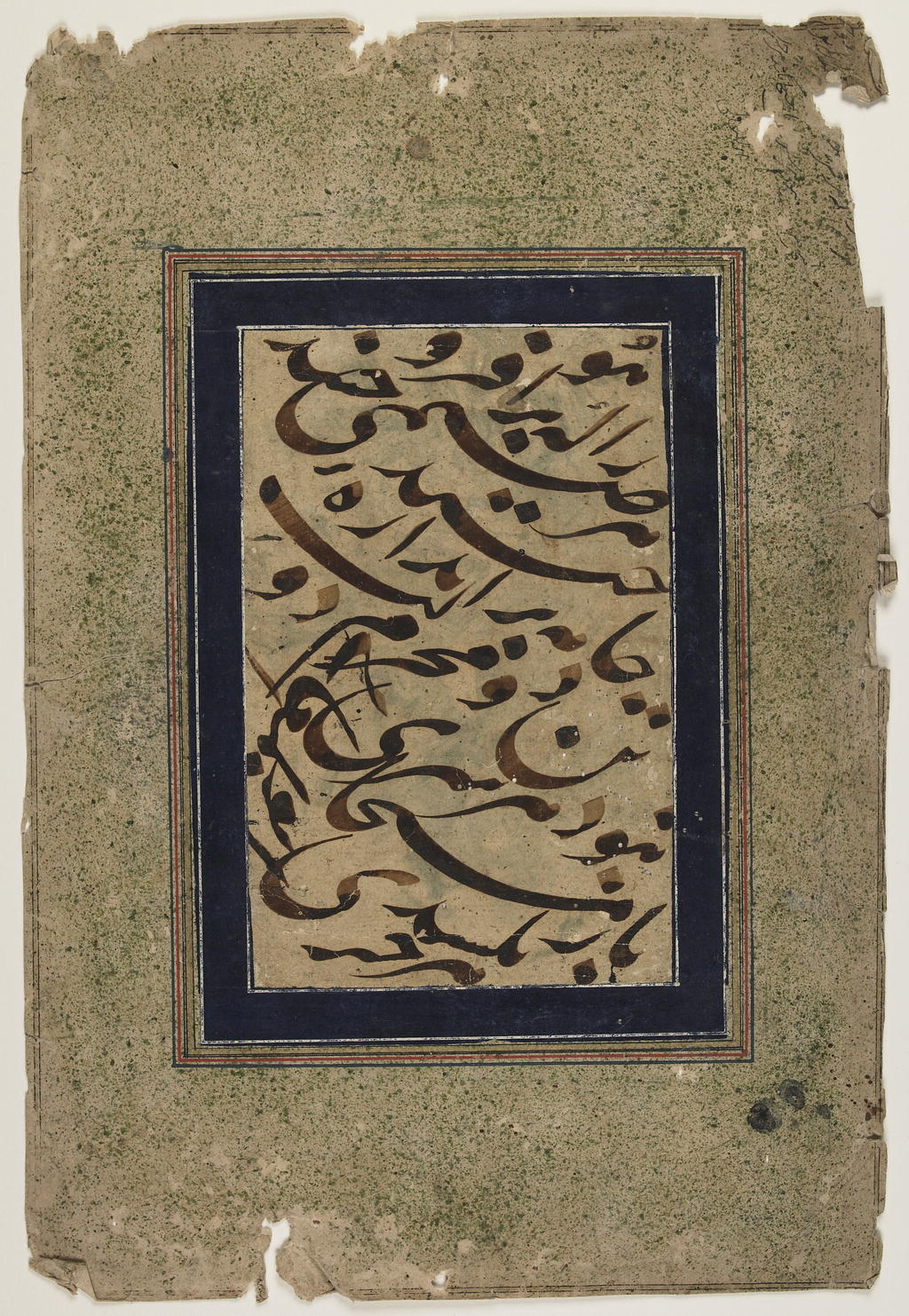
صفحة من كتاب ديوان لنظامي الكنجوي

## روابط خارجية
- نظامي الكنجوي على موقع الموسوعة البريطانية (الإنجليزية)
- نظامي الكنجوي على موقع ميوزك برينز (الإنجليزية)
- نظامي الكنجوي على موقع ديسكوغز (الإنجليزية)